# Verwaltungsgemeinschaft Dornburg
Die Verwaltungsgemeinschaft Dornburg lag im thüringischen Saale-Holzland-Kreis. In ihr hatten sich die Stadt Dornburg (Saale) und neun Gemeinden zur Erledigung ihrer Verwaltungsgeschäfte zusammengeschlossen. Sitz war in Dornburg (Saale).

## Die Gemeinden
- Dornburg (Saale), Stadt
- Dorndorf-Steudnitz
- Golmsdorf
- Großlöbichau
- Hainichen
- Jenalöbnitz
- Lehesten
- Löberschütz
- Neuengönna
- Zimmern

## Geschichte
Die Verwaltungsgemeinschaft wurde am 30. Dezember 1994 gegründet. Die Auflösung erfolgte am 1. Februar 2005, da sich Mitgliedsgemeinden mit der Stadt Camburg und den von Camburg als erfüllende Gemeinde betreuten Orten zur neuen Verwaltungsgemeinschaft Dornburg-Camburg zusammenschlossen.